# Vibeology
Singles de Paula Abdul
Blowing Kisses in the Wind
(1991) Will You Marry Me?
(1992)
Vibeology est une chanson de l'artiste américaine Paula Abdul issue de son second album studio Spellbound. Elle sort en single le 30 janvier 1992 sous le label Virgin Records.

## Performance dans les hits-parades
| Classement (1991-1992)                     | Meilleure position |
| ------------------------------------------ | ------------------ |
| Belgique (VRT Top 30)                      | 23                 |
| Canada (RPM Top 100 Singles)               | 19                 |
| Irlande (Irish Recorded Music Association) | 29                 |
| Nouvelle-Zélande (RMNZ)                    | 50                 |
| Pays-Bas (Nederlandse Top 40)              | 13                 |
| Royaume-Uni (UK Singles Chart)             | 19                 |
| Suisse (Schweizer Hitparade)               | 31                 |
| États-Unis (Hot 100)                       | 16                 |
| États-Unis (Dance Club Songs)              | 17                 |